# أتسورو واتابي
أتسورو واتابي (بالكانا:わたべ あつろう) هو ممثل ياباني، ولد في 5 مايو 1968 في اليابان.

## أعمال

### أفلام
- فراشة خطافية الذيل (1996)
- ثلاث... متطرفين (2004)
- (2008) التعرض للحب
- (2011) زهور الحرب

## وصلات خارجية
- أتسورو واتابي على موقع IMDb (الإنجليزية)
- أتسورو واتابي على موقع ألو سيني (الفرنسية)
- أتسورو واتابي على موقع ميوزك برينز (الإنجليزية)
- أتسورو واتابي على موقع أول موفي (الإنجليزية)
- أتسورو واتابي على موقع قاعدة بيانات الأفلام السويدية (السويدية)
- أتسورو واتابي على موقع قاعدة بيانات الفيلم (الإنجليزية)
- أتسورو واتابي على موقع كينوبويسك (الروسية)
- أتسورو واتابي على موقع ANN person (الإنجليزية)